# Samuel Thomas von Sömmerring
Samuel Thomas von Sömmerring (n. 28 ianuarie 1755, Toruń, Polonia-Lituania – d. 2 martie 1830, Frankfurt am Main, Confederația Germană) a fost un medic, anatomist, antropolog, paleontolog și inventator german. Sömmerring a descoperit macula în retina ochiului uman.